# 秀島大介
秀島 大介（ひでしま だいすけ、1970年12月7日 - ）は、日本の柔道家。福岡県・春日市出身。階級は71kg級。身長167cm。得意技は背負投。

## 経歴
小学校1年の時に地元のスポーツ少年団で柔道を始めた。その一方で、小学校4年の時にはリトルリーグで野球も始めた。小学校5年の時にはもっとレベルの高いところで柔道に取り組むために田村亮子や中村三兄弟(中村佳央、中村行成、中村兼三)などを輩出したことで知られる東福岡柔道教室に道場を移った。小学校6年の時に団体戦の少年少女練成大会で優勝したことがきっかけで、中学からは上京して講道学舎へ入門した。
講道学舎で指導を受けることになった吉村和郎は特に恐ろしい存在で、高校3年になるまでまともに言葉を交わすことさえできなかった。その吉村に言わせれば、秀島は休ませることが難しいほど稽古狂いの選手だったという。弦巻中学2年の時には全国中学校柔道大会の団体戦で3位になった。3年の時には同大会で1年後輩の松本昌広などとともに活躍して優勝を飾った。
世田谷学園高校に進むと、1年の時には全国高校選手権で1年先輩の吉田秀彦などとともに活躍して優勝を飾った。2年の時には国別団体対抗戦の国際高校柔道選手権大会に出場するが、準決勝のドイツ戦でシュテファン・ドットと対戦した際に、大会前に傷めていた右肘の骨が突き出るほどの負傷をするものの、何とか凌ぎきって優勢勝ちを収めた。決勝のフランス戦は棄権したがチームは優勝を飾った。続く金鷲旗とインターハイでも優勝を果たして、世田谷学園高校の2年連続高校3冠(全国高校選手権、金鷲旗、インターハイ)に貢献した。その後の全国高校選手権では準決勝で東海大第五高校と対戦すると、小学生時代から競ってきた中村佳央と引き分けるも、チームは敗れて3位にとどまった。3年の時には金鷲旗でベスト16に終わった。インターハイ団体戦では決勝まで進み、東海大第五高校の本田勝義と引き分けるも、阿武教子の兄である1年後輩の阿武貴宏が中村に後袈裟固で敗れるなどしてチームは2位にとどまった。個人戦の軽中量級は3位だった。
1989年には明治大学へ進むと、肘だけでなく腰も負傷するなどケガとの戦いともなったが、1年の時には新人体重別の71kg級で優勝を飾った。2年の時には世界ジュニアに出場するも、2回戦でイスラエルのオレン・スマジャに大外刈で敗れるなどして3位に終わった。優勝大会では3位だった。正力杯では2位となった。嘉納杯では3回戦でソ連のゲオルギ・テナーゼを有効で破るなどして決勝まで進むも、講道学舎の3年先輩である日体大大学院の古賀稔彦に指導で敗れた。
3年の時には優勝大会で講道学舎出身の吉田秀彦や松本昌広などとともに活躍して、今大会における明治大学の19年ぶりの優勝に貢献した。
4年の時には体重別で3位に入ると、正力杯では優勝を飾った。優勝大会では決勝で東海大学と対戦して、自らより身長で20cm、体重で30kg重い窪田茂と引き分けると、松本が一本勝ちを収めたことによりチームは2年連続で優勝を成し遂げた。続く嘉納杯では決勝で自衛隊体育学校の酒井英幸を効果で破って優勝を飾った。
1993年には大学の3年先輩である小川直也のいるJRAのサービス推進部保安企画課所属となった。東アジア大会では準決勝でバルセロナオリンピック銅メダリストである韓国の鄭勲を判定で破るなどして優勝を飾った。体重別では決勝で神奈川県警の森山孝臣に効果で敗れるも、この時期はオリンピックチャンピオンである古賀が休養していたこともあって世界選手権代表に選ばれた。カナダで開催された世界選手権では準々決勝でフランスのパトリック・ロッソと対戦すると、有効2つを先取しながら終了間際に俵返で逆転の一本負けを喫するも、その後の3位決定戦ではイタリアのディエゴ・ブランビッラを得意の背負投で破って3位になった。
1994年のドイツ国際では優勝を飾った。講道館杯では3位だった。体重別では決勝で綜合警備保障の藤山茂に効果で敗れて2位にとどまった。パリで初開催されたワールドカップ国別団体戦では3位にとどまった。
1995年のドイツ国際では準々決勝で敗れた。体重別では決勝で東海大学4年の中村兼三に2-1の判定で辛勝して世界選手権代表に選ばれた。幕張で開催された世界選手権では準々決勝でイギリスのダニー・キングストンと対戦すると、効果を先取されるが後半に有効2つを取って逆転勝ちした。その試合後控え室に戻ると、講道学舎時代にコーチだった男子ジュニアチームのヘッドコーチである吉村和郎から、｢何だ、今の試合は！お前、途中で弱気になっていただろう｣と怒鳴られた挙句に鉄拳制裁を喰らった。この時、大学時代の監督だった原吉実などに宥められて何とかその場が取り持たれると、試合で硬くなっていた気持ちも解れて平常心に戻っていった。その後の決勝では韓国の郭大成と対戦すると、両者伯仲した攻防の末に2-1の判定ながら勝利を収めて世界チャンピオンに輝いた。
1996年にはドイツ国際に出場するも、2回戦でキングストンに注意で敗れるなどして7位に終わった。続く体重別では初戦でフジ&トライオーシャンの岩川武久と対戦すると、袖釣込腰を切り返されるなどして1-2の判定で敗れた。この階級はオリンピック代表争いをしていた3歳年下のライバルで、今大会優勝した中村兼三が国際大会6連勝を飾るなど急成長を遂げていたこともあって、世界チャンピオンでありながらアトランタオリンピック代表には選出されなかった。その後は落胆からか際立った活躍は見られなかった。また、その後は母校明治大学の監督や大学の先輩である小川直也の開設した小川道場の師範にも名を連ねた。

## 主な戦績
- 1982年 - 少年少女練成大会　団体戦　優勝
- 1984年 - 全国中学校柔道大会 団体戦　3位
- 1985年 - 全国中学校柔道大会 団体戦　優勝
- 1987年 - 全国高校選手権 団体戦　優勝
- 1987年 - 国際高校柔道選手権大会 団体戦 優勝
- 1987年 - インターハイ　団体戦　2位
- 1988年 - 全国高校選手権　団体戦　3位
- 1988年 - インターハイ 個人戦　3位　団体戦　2位
- 1989年 - 新人体重別 優勝
- 1990年 - 世界ジュニア 3位
- 1990年 - 優勝大会　3位
- 1990年 - 正力杯 2位
- 1990年 - 嘉納杯　2位
- 1991年 - 優勝大会　優勝
- 1992年 - 体重別　3位
- 1992年 - 正力杯 優勝
- 1992年 - 優勝大会　優勝
- 1992年 - 嘉納杯　優勝
- 1993年 - フランス国際 7位
- 1993年 - 東アジア大会 優勝
- 1993年 - 体重別　2位
- 1993年 - 世界選手権 3位
- 1994年 - ドイツ国際　優勝
- 1994年 - 講道館杯 3位
- 1994年 - 体重別　2位
- 1994年 - ワールドカップ国別団体戦　3位
- 1995年 - 体重別　優勝
- 1995年 - 世界選手権　優勝
- 1996年 - ドイツ国際　7位

(出典、JudoInside.com)。